# Гудхарт, Чарльз
Чарльз Гудхарт (англ. Charles Goodhart; 23 октября 1936 года, Лондон, Великобритания) — английский экономист. Работал в течение 17 лет советником Председателя Банка Англии по вопросам монетарной политики и финансовой стабильности. В 1980 году стал главным советником по монетарной политике Банка Англии. Командор ордена Британской империи, действительный член Британской академии.

## Биография
Отец — профессор юриспруденции Артур Л. Гудхарт, брат — политик Уильям Гудхарт.
Окончил Итонский колледж. Получил степень бакалавра гуманитарных наук в Кембридже в 1960 году и в 1963 году в Гарвардском университете получил степень PhD.
- Военная служба, 1955—1957 (лейтенант)
- Ассистент в области экономики, Кембриджский университет, 1963—1964
- Советник по экономическим вопросам, DEA, 1965—1967
- Преподаватель, Лондонская школа экономики, 1967—1969
- Советник по денежно-кредитной политике, Банк Англии, 1969—1980
- Главный советник, Банк Англии, 1980—1985
- Внешний член Комитета по монетарной политике, 1997—2000
- Член Консультативного комитета, Гонконгская фондовая биржа, 1990—1997

C 1987 по 2005 был заместителем директора группы по проблемам финансовых рынков Лондонской школы экономики.

## Научный вклад
Автор Закона Гудхарта, в основе которого лежит принцип, что когда какой-либо социальный или экономический показатель начинает использоваться как цель, он теряет свою ценность как инструмент.

## Книги
- Деньги, информация и неопределенность
- Монетарная теория и практика (1984)
- Эволюция центральных банков (1988)
- Центральный банк и финансовая Система (1995)
- Ответ регулятора на финансовый кризис (2010)
- Goodhart, C. & Pradhan, M. The Great Demographic Reversal: Ageing Societies, Waning Inequality, and an Inflation Revival. — Palgrave Macmillan, 2020.